# Dudeldorf
Dudeldorf település Németországban, Rajna-vidék-Pfalz tartományban. Lakosainak száma 1370 fő (2023. december 31.).

## Népesség
A település népességének változása:
| Lakosok száma | 1120 | 1219 | 1279 | 1304 | 1338 | 1370 |
|               | 1975 | 2017 | 2019 | 2021 | 2022 | 2023 |